# Albeștii de Muscel
Albeștii de Muscel è un comune della Romania di 1 497 abitanti, ubicato nel distretto di Argeș, nella regione storica della Muntenia.
Il comune è formato dall'unione di 2 villaggi: Albești e Cândești.